# Sagittaria (protiste)
Sagittariidae
Pour les articles homonymes, voir Sagittaria et Sagittariidae.
Famille
Genre
Sagittaria, unique représentant de la famille des Sagittariidae, est un genre de Ciliés de la classe des Colpodea et de l’ordre des Cyrtolophosidida.

## Étymologie
Le nom de Sagittaria est dérivé du latin sagitt-, flèche, et du suffixe -aria, probablement de par la présence, à l'extrémité opposée à la zone buccale, d'une « soie caudale », faisant ressembler l'organisme à une flèche.
Luigia et Remo Grandori ont attribué ce nom au risque d'introduire une confusion avec la plante de la famille des Alismataceae nommé sagittaire, genre Sagittaria L., 1753, nom donné en référence à ses feuilles en forme de flèche. 

## Description
John Ozro Corliss fait la description suivante de cette famille :

« Zone buccale bien visible présente à l'extrémité apicale du corps. Corps petit, avec une ciliation somatique uniforme mais quelque peu clairsemée et une seule soie caudale.
Cette famille ne renferme qu'un seul genre »

## Habitat et répartition
Les espèces du genre Sagittaria sont des protozoaires vivant dans le sable ou la terre que l'on trouve aussi bien en Europe (Espagne notamment) que sur le continent américain ou des îles qui y sont rattachées (Venezuela, îles Galápagos) ou même en Australie.

## Liste des espèces
Selon GBIF (23 février 2024) :
- Sagittaria australis Pomp & Wilbert, 1988
- Sagittaria hyalina Foissner, Czapik & Wiackowski, 1981
- Sagittaria poligonalis Grandori & Grandori, 1934

## Systématique
Le genre Sagittaria a été décrit en 1934 et la famille des Sagittariidae a été nommée en 1935, par les zoologistes italiens Remo Grandori (d) (1885-1955) et Luigia Grandori (d).